# Stan Kirsch
Stanley Benjamin „Stan“ Kirsch (* 15. Juli 1968 in New York City, New York; † 11. Januar 2020 in Los Angeles, Kalifornien) war ein US-amerikanischer Schauspieler.

## Leben
Stan Kirsch wurde 1968 in New York geboren. Bereits im Alter von vier Jahren trat er in Werbespots für ein Suppensortiment auf. Kirsch begann nach seinem Schulabschluss ein Studium der Politikwissenschaft an der Duke University in Durham, North Carolina. Anfang der 90er Jahre zog er nach Los Angeles, um in Hollywood als Schauspieler zu arbeiten.
Erste Auftritte hatte Kirsch in Seifenopern und Fernsehserien wie General Hospital und Riders in the Sky. 1992 erhielt er von den Produzenten William N. Panzer und Peter S. Davis das Angebot für die Rolle des Richie Ryan in der Serie Highlander, die er bis zum Ende der fünften Staffel spielte. Während dieser Zeit hatte er daneben Auftritte in Serien wie JAG und Friends.
Auftritte in Kinofilmen wie Shark in a Bottle oder The Flunky erwiesen sich für ihn nicht als erfolgreich. Kirsch spielte hauptberuflich Theater und trat bei Highlander-Conventions auf. Ab Ende 2008 betrieb er in Los Angeles eine Schauspielschule. Seine letzte Filmrolle spielte er 2009 in einem wenig beachteten Kurzfilm.
Stan Kirsch starb am 11. Januar 2020 im Alter von 51 Jahren durch Suizid. Er war mit Kristyn Green verheiratet, die die mit ihm 2008 gegründete Schauspielschule Stan Kirsch Studios leitete.

## Filmographie (Auswahl)
- 1991: Riders in the Sky (Seifenoper)
- 1992: General Hospital (Seifenoper)
- 1992–1997: Highlander (Fernsehserie, 61 Folgen)
- 1993: Please, God, I’m Only Seventeen
- 1993: The Streets of Beverly Hills (Fernsehfilm)
- 1995: Fast Forward
- 1995: Friends (Fernsehserie, eine Folge)
- 1996: Home Song (Fernsehfilm)
- 1996/2001: JAG – Im Auftrag der Ehre (Fernsehserie, zwei Folgen)
- 1998: Countdown: Der Himmel brennt (The Sky’s on Fire, Fernsehfilm)
- 1998: Shark in a Bottle
- 2000: X-Factor: Das Unfassbare (Fernsehserie, eine Folge)
- 2000: The Flunky
- 2004: Shallow Ground
- 2004: Straight Eye: The Movie (Kurzfilm)
- 2005: Deep Rescue
- 2008: Invincible (Fernsehserie, neun Folgen)
- 2009: Matumbo Goldberg (Kurzfilm)